# Корниенко, Геннадий Александрович
Геннадий Александрович Корние́нко (род. 30 сентября 1954, п. Лахденпохья Карело-Финской ССР) — российский государственный деятель, генерал-полковник (2001), генерал-полковник внутренней службы, кандидат юридических наук (2004).
С 2012 по 2019 год — Директор Федеральной службы исполнения наказаний (ФСИН России). С 2002 по 2012 год — Директор Государственной фельдъегерской службы Российской Федерации.
Член попечительского совета хоккейного клуба «Динамо» Москва.

## Биография
Образование высшее техническое (Электромеханический факультет Ленинградского Политехнического института) и высшее специальное.
С 1981 года на службе в КГБ СССР, затем ФСБ России.
В 2001 году назначен заместителем директора Федеральной службы охраны Российской Федерации, где проработал до 2002 года. В 2002 году был назначен директором Государственной фельдъегерской службы Российской Федерации.
26 июня 2012 года указом Президента Российской Федерации назначен директором Федеральной службы исполнения наказаний, сменив на этом посту А. А. Реймера.
30 сентября 2019 года Указом Президента Российской Федерации №474 освобождён от должности директора Федеральной службы исполнения наказаний в связи с достижением предельного возраста пребывания на службе.

## Награды
- орден Александра Невского (2015 год)[1];
- орден «За военные заслуги» (2004 год);
- медаль ордена «За заслуги перед Отечеством» I степени (2006 год)[2];
- медаль ордена «За заслуги перед Отечеством» II степени;
- медаль «В память 850-летия Москвы»;
- медаль «70 лет Вооружённых Сил СССР»;
- медаль «За укрепление боевого содружества» (Минобороны России);
- медаль «200 лет Министерству обороны»;
- медаль «200 лет МВД России»;
- медаль «За верность долгу» (ГФС);
- медаль «За службу» (ГФС) I степени;
- медаль «150 лет основания института судебных приставов» (14 сентября 2015 года, Приказ ФССП России № 1875-к)[3];
- медали «За безупречную службу» I, II и III степеней;
- почётная грамота правительства Российской Федерации (2004 год)[4];
- Грамота Содружества Независимых Государств (10 октября 2008 года) — за активную работу по укреплению и развитию Содружества Независимых Государств[5].